# A művelődéshez való jog

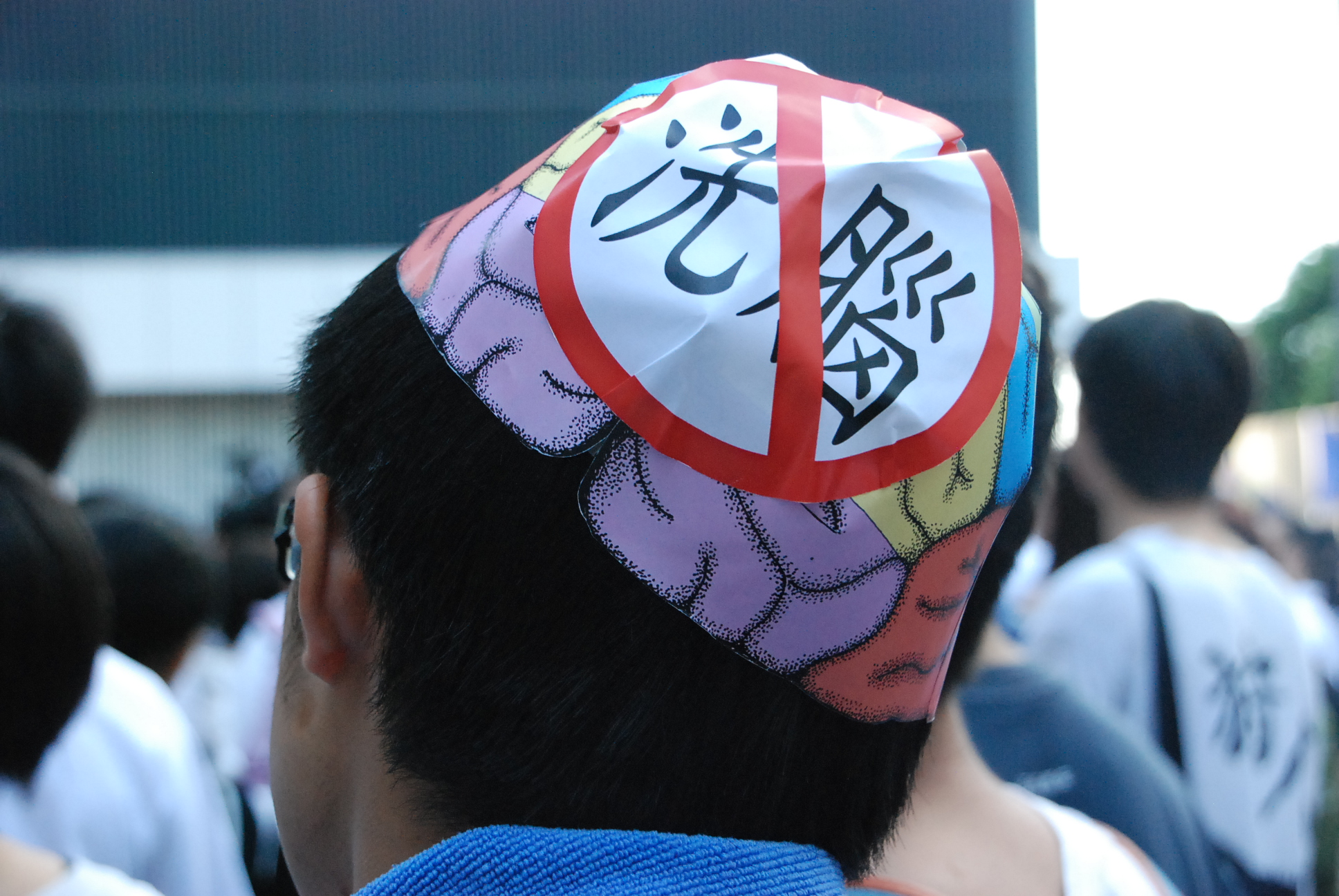
Az osztálytermi beidegződés, a politikai tartalom beépítése a tananyagba vagy a tanárok, akik visszaélnek a tanulók beidegzésével kapcsolatos szerepükkel, ellentétesek a gondolkodás és a kritikus gondolkodás szabadságára törekvő oktatás céljaival.

A művelődéshez való jog az egyik az alapvető emberi jogok közül. A jog biztosítja az ingyenes és kötelező általános iskolai tanulmányokat, a mindenki számára hozzáférhető közép- és felsőfokú oktatást, illetve az általános iskolai oktatásból kimaradt személyek számára alapfokú tanulmányokat. A művelődéshez való jog az oktatáshoz való hozzáférés mellett kizárja az oktatás terén bármilyen megkülönböztetést és magában foglalja az oktatási követelmények és elvárások megállapítását, illetve az oktatásban szereplők bizonyos mértékű anyagi támogatását. A művelődéshez való jog, amellett, hogy alapvető jog, más emberi jogok érvényesülésének alapvető feltétele és eszköze.
Az oktatáshoz való jogot a következő alapdokumentumok említik:
- Az Emberi Jogok Egyetemes Nyilatkozata (26. cikk)[3]
- A gazdasági, szociális és kulturális jogok nemzetközi egyezségokmánya (13. és 14. cikk)[4]
- Az emberi jogok európai egyezménye (1. protokoll 2. cikk)[5]

továbbá
- Egyezmény a nőkkel szembeni hátrányos megkülönböztetések (diszkrimináció) minden formájának felszámolásáról (10. cikk)
- Egyezmény a gyermek jogairól (28. és 29. cikk)
- Az ember és a népek jogainak afrikai kartája (17. cikk)
- Az emberi jogok amerikai egyezményének San Salvador protokollja (13. cikk)

A művelődéshez való jogot többek között tartalmazza a Magyar Köztársaság Alkotmánya is (70/F. §), illetve Belgium és Hollandia alkotmánya is.

## Meghatározása
A Magyar Köztársaság Alkotmánya a következőképpen határozta meg a művelődéshez való jogot:

„70/F. §
(1) A Magyar Köztársaság biztosítja az állampolgárok számára a művelődéshez való jogot.

(2) A Magyar Köztársaság ezt a jogot a közművelődés kiterjesztésével és általánossá tételével, az ingyenes és kötelező általános iskolával, képességei alapján mindenki számára hozzáférhető közép- és felsőfokú oktatással, továbbá az oktatásban részesülők anyagi támogatásával valósítja meg.”

A művelődéshez való jogot legtöbbször a formális oktatáshoz való jogként lehet értelmezni, a magyar alkotmány is ezt erősíti meg, amikor biztosítja az ingyenes és kötelező általános iskolát. A nemzetközi egyezmények is ezt az értelmezést követik, mint pl. Az Emberi Jogok Egyetemes Nyilatkozata, amely leszögezi:

„A nevelésnek, legalábbis az elemi és alapvető oktatást illetően, ingyenesnek kell lennie.”

Az 1960-ban elfogadott UNESCO egyezmény az oktatásban alkalmazott megkülönböztetés elleni küzdelemről (Convention against Discrimination in Education ) is ezt a szűkebb értelmezést használta:

„2. A jelen egyezmény szempontjából az „oktatás” szó az oktatás összes fajtáira és fokozataira vonatkozik, és kiterjed az oktatásban való részvétel lehetőségére, az oktatás színvonalára és minőségére, valamint a tanulmányok folytatásának feltételeire.”

Az 1964-es egyezmény emellett külön tiltotta külön oktatási intézmények vagy rendszerek létesítését vagy fenntartását.
A szélesebb értelemben vett művelődés azonban minden olyan emberi tevékenység lehet, amelyen keresztül egy adott csoport átadja leszármazottainak a tagjai rendelkezésére álló ismereteket, tudást, képességeket és morális értékeket és amelyek lehetővé teszik a csoport fennmaradását. A művelődés szélesebb értelmezése a formális oktatáson túl magában foglalja mindazon ismereteket, amiket az egyik generáció átad a következő generáció számára a napi élettel, a társadalom szociális, kulturális, spirituális és filozófiai értékeivel kapcsolatban.
A művelődésnek ezt az értelmezését fogadta el az UNESCO 1974-es ajánlása az oktatásra és a nemzetek közötti megértésre vonatkozóan (Recommendation concerning Education for International Understanding, Co-operation and Peace and Education relating to Human Rights and Fundamental Freedoms), amely így fogalmazott:

„"A nevelés a személyiség fejlődésének teljességét, valamint az emberi jogok és az alapvető szabadságjogok elfogadottságának erősítését szolgálja. Elősegíti a nemzetek, faji és vallási közösségek közötti megértést, toleranciát, és barátságot."”

Az Európai Emberi Jogi Bíróság mindkét értelmezést elfogadta: a művelődés szűkebb értelemben ("teaching"): "oktatás vagy nevelés...különösen a tudás átadásával és az intellektuális fejlődéssel kapcsolatban", tágabb értelemben ("education"): "a teljes folyamat, amelynek során, bármely társadalomban, a felnőttek átadják hidelmeiket, kultúrájukat és egyéb értékeiket a fiataloknak."
A művelődéshez való jogba emellett beleértik az oktatási intézmények létrehozásának jogát is, mint pl. a holland alkotmányban, vagy az Európai Unió Alapjogi Chartájában:

„14. cikk
Az oktatáshoz való jog
(1) Mindenkinek joga van az oktatáshoz, valamint a szakképzésben és a továbbképzésben való részvételhez.
(2) Ez a jog magában foglalja a kötelező oktatásban való ingyenes részvétel lehetőségét.
(3) Az oktatási intézmények demokratikus elvek figyelembevételével történő alapításának szabadságát, valamint a szülők azon jogát, hogy gyermekeik számára vallási, világnézeti vagy pedagógiai meggyőződésüknek megfelelő nevelést biztosítsanak, tiszteletben kell tartani az e jogok és szabadságok gyakorlását szabályozó nemzeti törvényekkel összhangban.”

## A jog gyakorlása
A művelődéshez való jog gyakorlásának számos feltétele van, ezek megvalósulását nemzetközi szinten a 4A kritériumrendszer alapján is értékelik. Eszerint az oktatással szemben támasztott követelmények: rendelkezésre álló (available), elérhető (accessible), elfogadható (acceptable) és alkalmazkodó (adaptable). Ezeket a kritériumokat Katarina Tomasevski javasolta, aki 1998 - 2004 között az ENSZ különleges megbízottja volt a művelődéshez való jog kérdésében. A javaslatot azonban nem minden emberi jogi dokumentum vette át, és nem ennek alapján értékelik a nemzeti oktatási intézményeket sem.
Mindenesetre a 4A követelményrendszer elvárja, hogy az egyes országok kormányai, mint a művelődéshez való jog elsődleges biztosítói, tiszteletben tartsák, védelmezik és beteljesítik a művelődéshez való jogot a rendelkezésre álló, elérhető, elfogadható és alkalmazkodó oktatási rendszer kiépítésével, illetve röviden ingyenes kötelező oktatás biztosításával. A művelődéshez való jog azonban nem csak az állam és az oktatási rendszer felelőssége.
Magyarországon az alkotmány szerint a művelődéshez való jog alapvetően az "ingyenes és kötelező általános iskolával, képességei alapján mindenki számára hozzáférhető közép- és felsőfokú oktatással, továbbá az oktatásban részesülők anyagi támogatásával" valósul meg. Azonban ehhez még kapcsolódik az Alkotmány több más rendelkezése is, amely pl. rögzíti a szülők kötelességeit és jogait, a gyermekek és a fiatalok jogait, illetve a társadalom és az állam feladatait, felelősségét.

### A gyakorlatban
A művelődéshez való jogba általában nem értik be a gyermekeknek az általános iskola előtti oktatását, vagyis az a legtöbb országban szabadon választható és térítésköteles.
A művelődéshez való jogot három szinten gyakorolják, illetve biztosítják:
- az alsó tagozatos oktatás (általános iskola), amely ingyenes és kötelező minden gyermek számára. Az UNESCO "International Covenant on Economic, Social and Cultural Rights" egyezményét ratifikáló országoknak vállalni kell az ingyenes oktatás biztosítását az aláírástól számított két éven belül.
- középfokú oktatás, amelynek általánosan rendelkezésre állónak és elérhetőnek kell lenni.
- felsőfokú oktatás, amelyet a rendelkezésre álló kapacitások szerint kell biztosítani, vagyis aki teljesíti a bejutási feltételeket, azoknak biztosítani kell a felsőoktatásban való részvételt.

Napjainkban világszerte az állam a művelődéshez való jog legfontosabb biztosítója és védelmezője az oktatási rendszer kiépítésével, fenntartásával és az oktatásban részt vevők támogatásával, illetve az oktatás színvonalának és tartalmának szabályozásával. Ahogy korábban a szülők kezében volt a gyermekek oktatásának kulcsa, manapság az állam felelőssége az oktatás biztosítása, a szülők szerepe pedig jelentősen csökkent. A művelődéshez való jogot a legtöbb ország ingyenes állami oktatási intézmények fenntartásával biztosítja, a szülőknek pedig korlátozott lehetőségeik vannak az oktatás megválasztásával kapcsolatban.
Egyes országokban, mint pl. Belgiumban az oktatási rendszer ennél rugalmasabb, ugyanis létezik a "hivatalos" és a "szabad" oktatási rendszer (franciául: "enseignement oficiel et enseignement libre"): az államilag fenntartott, hitsemleges oktatási intézmények mellett (ahol a működési helyüknek megfelelően flamandul vagy franciául oktatják a tanulókat) az állam támogatja a vallásos iskolákat, illetve alternatív tanrendet követő iskolákat is. A művelődéshez való jog ebben az esetben úgy valósul meg, hogy a szülők szabadon írathatják be gyermekeiket az iskolákba, bár a népszerű iskolák esetén az is előfordul, hogy a szülők több napot kénytelenek várakozással tölteni az iskola előtt.

## A művelődéshez való jog kialakulása
Európában a Felvilágosodás előtt, a 18. század végéig az oktatás elsősorban a szülők, illetve az egyház kötelessége volt. Csak a francia és amerikai forradalom idején vált az oktatás állami feladattá, közüggyé. A reformok első számú gondolata az volt, hogy az állam, amennyiben aktív szerepet vállal az oktatás terén, segíthet a művelődést elérhetővé tenni. Ezt megelőzően a művelődés csak a gazdagok, a felsőbb osztályok számára volt elérhető, de a művelődés kiterjesztésével a forradalom egalitárius céljait megvalósíthatónak tartották.
Azonban egyik forradalom sem nyilatkozott a művelődéshez való jogról egyértelműen, mivel a korabeli szabadságfelfogás szerint a szülők elsődleges feladata volt gyermekeik nevelése és oktatása, vagyis ezen a téren az állam nem avatkozhatott be közvetlenül. Azonban hamarosan törvények kötelezték a szülőket arra, hogy gyermekeiket iskolába járassák és törvényben határozták meg, hogy egy nap hány órát dolgozhatnak a gyermekek. Hamarosan az állam gondoskodása kiterjedt a tananyag meghatározására és a minimális oktatási követelmények felállítására is.
A korabeli felfogásra jellemző, amit John Stuart Mill írt (On Liberty):

„"...az Állam által létrehozott és ellenőrzött oktatás csak úgy létezhet, ha létezhet egyáltalán, mint egy a sok versengő kísérlet közül, amelyet csak a példa és ösztönzés kedvéért hajtanak végre, amely a többit a még kiválóbb eredmények elérésére ösztönzik."”

A 19. századi filozófusok egyértelműen felhívták a figyelmet az oktatásba való túlságosan nagy állami beavatkozás veszélyeire, amely megfosztja a szülőket elsődleges felelősségüktől. Ehelyett az állam feladatának az alternatíva biztosítását és a szülők kötelességének betartatását tartották. Az állam feladata volt emellett az oktatás terén a katolikus egyház befolyásának csökkentése, mivel korábban csak az egyháznak álltak rendelkezésére azok az intellektuális és anyagi erőforrások, amelyek lehetővé tették egy jól működő oktatási rendszer létrehozását. A 19. század második felére az oktatáshoz való jogot kezdték elismerni a nemzeti parlamentek.
Az 1849-ben elfogadott Paulskirchenverfassung, a német császárság alkotmánya, szintén tartalmazta az oktatáshoz való jogot (152 - 158. cikk), amely állami feladat lett. Az alkotmány elismerte a szegényeknek az ingyenes oktatáshoz való jogát, bár nem határozta meg, hogy ennek érdekében az államnak milyen feladatokat kell elvégezni. Az alkotmány emellett elismerte a szülők jogát, hogy iskolákat alapítsanak, vagy gyermekeiket otthon oktassák, biztosította a tudomány és a tanítás szabadságát.
A 19. században alakult ki és terjedt el a másik nézőpont, amely szerint az állam elsődleges feladata a közösség gazdasági és szociális jólétének biztosítása az állami beavatkozás és szabályozás eszközeivel. E szerint a személyeknek joguk van bizonyos alapvető szociális szolgáltatásokhoz, köztük az oktatáshoz, és az állam feladata ezeket biztosítani. Ezt a nézőpontot az 1936-os szovjet alkotmány rögzítette, amely nemcsak az oktatáshoz való jogot tartalmazta, hanem kötelezettséget formált meg az állam felé az oktatást biztosításával kapcsolatban. A szovjet alkotmány ingyenes és kötelező oktatást garantált minden szinten, állami ösztöndíjakkal és szakmai képzésekkel. Az oktatáshoz való jog más szocialista alkotmányokban is kiemelt szerepet játszott, mint pl. az 1949. évi 20. törvény (A Magyar Népköztársaság Alkotmánya):

„48. §.
(1) A Magyar Népköztársaság biztosítja a dolgozóknak a művelődéshez való jogát.

(2) A Magyar Népköztársaság ezt a jogot a népművelés kiterjesztésével és általánosság tételével, az ingyenes és kötelező általános iskolával, közép- és felsőfokú oktatással, a felnőtt dolgozók továbbképzésével és az oktatásban részesülők anyagi támogatásával valósítja meg.”

Mint alapvető politikai jogot említette az oktatást F. D. Roosevelt amerikai elnök 1944-es beszéde az amerikai törvényhozás előtt:

„We have accepted, so to speak, a second Bill of Rights under which a new basis of security and prosperity can be established for all regardless of station, race, or creed.

Among these are:

...

The right to a good education”

## Fordítás
- Ez a szócikk részben vagy egészben  a   Right to education című angol Wikipédia-szócikk fordításán alapul.  Az eredeti cikk szerkesztőit annak laptörténete sorolja fel. Ez a jelzés csupán a megfogalmazás eredetét és a szerzői jogokat jelzi, nem szolgál a cikkben szereplő információk forrásmegjelöléseként.